# Luis Vernet
Pour les articles homonymes, voir Vernet.
Elias Luis Vernet, né Elie Louis Vernet le 6 mars 1791 à Hambourg et mort le 17 janvier 1871 à San Isidro en Argentine, est un marchand de Hambourg d'origine huguenote qui établit une colonie sur East Falkland en 1828, après avoir d'abord demandé l'approbation des autorités britanniques et argentines.
Vernet est une figure fortement controversée de l'histoire du conflit de souveraineté des îles Falkland.

## Biographie
Vernet est né à Hambourg, mais revendiquera plus tard un lieu de naissance français dans ses efforts pour que le gouvernement français intercède en sa faveur auprès du gouvernement britannique. En conséquence, certaines sources le désignent comme natif de Hambourg, tandis que d'autres le désignent comme étant né en France.
Vernet se désignera lui-même diversement sous Ludwig, Louis, Lewis ou Luis selon la langue qu'il utilisera. Multilingue, il parle couramment l'allemand, le français, l'anglais et l'espagnol.
Elias Luis Vernet (Louis Elie Vernet) est né le 6 mars 1791 à Hambourg. Ses ancêtres sont des huguenots, probablement originaires d'Avignon qui se sont installés d'abord en Belgique puis à Hambourg. Il est le fils d'un marchand de tabac et de thé Jacques Vernet (1730-1813) et de sa femme Maria Vernet. Il a trois frères, Peter Alexander, Emilio et Federico.
À l'âge de 14 ans, en 1805, il est nommé par son père dans une société commerciale et envoyé à Philadelphie où il rejoint la maison de commerce de Krumbhaar. Il reste avec Lewis Krumbhaar, qui devient une figure paternelle. Il devient marchand et voyage au Portugal, au Brésil et à Hambourg.
Lors le gouvernement américain envoie une commission diplomatique dans les Provinces-Unies du Río de la Plata nouvellement indépendantes, Luis Vernet prend place à bord de la frégate USS Congress et arrive à Montevideo en février 1818 (alors possession brésilienne) puis continue vers Buenos Aires. Il reste à Buenos Aires et organise une société commerciale avec le port de Hambourg.
Avec Conrad Rücker (décédé en 1866 à Hambourg), basé à Montevideo, il dirige une société commerciale jusqu'en 1821. Rücker est également son témoin lorsque, le 17 août 1819, il épouse María Saez Pérez (1800-1858) de Montevideo. Avec elle, il aura sept enfants : Luis Emilio, Luisa, Sofia, Matilde (1830-1924), Gustavo, Carlos Federico.
Plus tard, il établit une Estancia à environ 100 km au sud de Buenos Aires, sur le Río Salado, où il capture et abat du bétail sauvage.

### Les Falklands (Malouines)
Luis Vernet entretient une étroite amitié avec Jorge Pacheco, l'un des héros de la guerre de libération et des invasions britanniques du Río de la Plata. Pacheco doit de l'argent au gouvernement de Buenos Aires et conclut un accord avec Vernet, selon lequel Vernet la soutiendra jusqu'à ce que la dette soit remboursée, après quoi Vernet recevra la moitié de l'argent dû. Vernet a entendu parler du bétail sauvage des Malouines grâce à son épouse María, qui était apparentée à un ancien gouverneur espagnol de Puerto Soledad, et conçoit un plan pour exploiter le bétail dans les îles. Avec Pacheco, il contacte le gouvernement de Buenos Aires avec un projet d'établissement d'une colonie pour exploiter le bétail sauvage. En 1823, les Provinces Unies du Río de la Plata accordent par décret des droits à Jorge Pacheco et Luis Vernet. Le gouverneur Martin Rodriguez offre à Pacheco l'usufruit du bétail sauvage des îles Falkland en guise de paiement pour sa dette. Vernet a d'abord rejeté l'idée, mais après avoir examiné les affirmations de Pacheco et les avoir trouvées ténues, il a accepté l'offre. Le 5 août 1823, Vernet et Pacheco signent un contrat en vertu duquel Pacheco négociera les termes de la subvention avec le gouvernement et Vernet gérera l'entreprise. Aux termes de l'usufruit, les partenaires pourront soit se rendre eux-mêmes sur les îles, soit désigner un tiers. Pacheco présente sa proposition et le 28 août le gouvernement lui accorde par décret les droits demandés.
Avec la subvention, Pacheco et Vernet sont approchés par Robert Schofield, un émigré britannique en Uruguay leur demandant une subvention au titre des droits de tiers de l'usufruit. L'implication de Schofield s'est avérée être un désastre. L'un des deux navires transportant l'expédition fut presque saisi par les créanciers de Schofield car il n'avait pas été payé et Vernet fut contraint de fournir une caution. Schofield lui-même ne se rendit dans les îles, confiant plutôt le commandement à Pablo Areguati. En voyageant vers les îles en 1824, la première expédition échoue presque aussitôt après son arrivée. Une semaine après son arrivée, Argeguati envoie une lettre à Pacheco décrivant comment les cinq chevaux qui ont survécu au voyage étaient boiteux et incapables de chasser le bétail en raison de la nature féroce des taureaux. L'expédition survit à peine grâce aux lapins et Pacheco craint qu'ils ne périssent. La lettre étant arrivée deux jours après la finalisation du contrat avec Schofield, les partenaires furent obligés d'organiser une mission de secours. L'expédition est bientôt de retour à Buenos Aires sans rien d'autre à montrer qu'une dette massive, exacerbée peu après par la mort de Schofield. À ce stade, Pacheco est tellement découragé par l'entreprise qu'il envisage de vendre sa part pour une petite somme d'argent ; au lieu de cela, Vernet lui offre les bénéfices résultant de la capture de veaux sauvages.
Vernet persiste, mais est désormais conscient des revendications britanniques contradictoires sur les îles et demande l'autorisation du consulat britannique avant de partir pour les îles,. La deuxième expédition est retardée jusqu'à l'hiver 1826 par un blocus brésilien ; elle ne réussit pas comme Vernet l'avait espéré. L'expédition avait pour but d'exploiter le bétail sauvage sur les îles, mais les conditions marécageuses empêchent les Gauchos de capturer du bétail de manière traditionnelle. Vernet conclut que pour réussir, les chevaux doivent être recyclés et mis au travail, de sorte qu'en 1828, il dispose d'une troupe de chevaux bien entraînés.
En janvier 1828, Vernet s'adresse au gouvernement de Buenos Aires, mais celui-ci ne peut l'aider. Au lieu de cela, le gouvernement lui accorde la totalité de l'Est des Malouines, y compris toutes ses ressources, et l'exonère d'impôts si une colonie est établie dans un délai de trois ans. Il emmène des colons, rejoints plus tard par le capitaine britannique Matthew Brisbane (qui avait navigué plus tôt vers les îles avec James Weddell), et avant de repartir, il demande à nouveau l'autorisation du consulat britannique à Buenos Aires. Les Britanniques demandent un rapport au gouvernement britannique sur les îles et Vernet souhaite la protection britannique en cas de retour,. Il arrive à Puerto Soledad en 1829 et reprend l'utilisation du nom français d'origine, Puerto Luis. Il est impatient d'établir la colonie rapidement en raison de la promesse qu'elle sera exempte d'impôts si elle peut être établie dans un délai de 3 ans.
En 1829, les activités des chasseurs de phoques nord-américains ont gravement réduit les colonies des îles. Afin de contrôler les ressources de l'île, Vernet demande aux autorités de Buenos Aires un navire de guerre pour mettre fin à ces activités. Les autorités ne sont pas en mesure d'en fournir un, et le nomme commandant militaire et civil des îles Falkland et des îles adjacentes au Cap Horn par le gouvernement de Buenos Aires (sa nomination était au nom de la République de Buenos Aires). Une proclamation nommant Vernet gouverneur est publiée par le gouvernement de Buenos Aires le 10 juin 1829. En plus de la proclamation donnant à Vernet le pouvoir d'agir par ses propres moyens, il reçoit 4 canons et 50 fusils ainsi que des outils de forge.
La nomination de Vernet est contestée par le consul britannique à Buenos Aires, qui réaffirme la précédente revendication britannique sur les îles. Vernet reste en bons termes avec le consul britannique, Woodbine Parish, avec qui il continue à correspondre et à rendre compte de ses progrès. En référence à l'annonce de sa nomination, Vernet déclarera plus tard à Parish qu'il avait accepté la nomination par crainte que si un autre gouverneur était nommé, cela pourrait nuire à ses intérêts commerciaux.
Vernet cherche à revendiquer l'octroi d'un monopole sur la chasse aux phoques et l'un de ses premiers actes est de tenter de freiner la chasse au phoque pratiquée par d'autres sur les îles, afin de conserver la population de phoques pour ses propres transactions. Cet acte est contesté par les consuls britannique et américain à Buenos Aires, chacun affirmant son droit de continuer à exploiter les ressources naturelles des îles. En 1831, Vernet s'empare des navires américains Harriet, Breakwater et Superior pour avoir enfreint ses restrictions sur la chasse au phoque. Les biens à bord des navires sont saisis et le Harriet avec son capitaine retourne à Buenos Aires pour y être jugé, Vernet revenant également pour le procès. En conséquence, en 1831, l’USS Lexington attaque les îles. En janvier 1833, un groupe de travail britannique rétablit la domination britannique sur les îles Falkland, mettant ainsi fin à l'influence de Buenos Aires sur celles-ci.
Vernet ne revient plus aux Malouines. Reconnaissant que Vernet avait la permission britannique d'être dans les îles, la colonisation aux Malouines est encouragée à se poursuivre. L'adjoint de Vernet, Matthew Brisbane, revient en mars 1833 et tente de ressusciter la colonie, mais plus tard cette année-là, il est assassiné aux côtés de membres supérieurs de la colonie par des gauchos mécontents.
La colonie de Port Louis est abandonnée à la suite des meurtres. Le lieutenant Smith, le premier résident britannique, entreprend de rendre les bâtiments habitables. En tant que règlement naval, la question de la propriété de Vernet devient l'affaire de l'amirauté et, initialement, le lieutenant Smith est chargé de s'occuper de sa propriété et de lui fournir des comptes.
À Buenos Aires, Vernet est effectivement en faillite et les tentatives pour obtenir une compensation du gouvernement américain pour les pertes causées par le raid du Lexington se révèlent infructueuses. La situation à Buenos Aires est chaotique et les relations diplomatiques avec les États-Unis restent rompues jusqu'en 1839. Il fait plusieurs démarches auprès du gouvernement britannique pour demander de l'aide pour rétablir son entreprise à Port Louis, recevant le soutien de Woodbine Parish, chargé d'affaires à Buenos Aires de 1825 à 1832, comme la personne la plus qualifiée pour développer les îles.
Vernet écrit au lieutenant Smith pour lui offrir des conseils, lesquels sont reçus avec gratitude et mis en œuvre. Le lieutenant Smith exhorte à plusieurs reprises Vernet à retourner à Port Louis, mais à mesure que Vernet devient de plus en plus impliqué dans le conflit territorial avec le gouvernement de Buenos Aires, toutes les communications cessent et aucun autre compte n'est envoyé. Une démarche auprès du Lieutenant Lowcay pour récupérer ses biens est repoussée, mais il lui est ensuite demandé de retirer ses biens car le gouvernement ne peut en être responsable.
Néanmoins, Vernet continue à influencer le développement des îles Falkland. Il vend une partie de ses avoirs dans les îles au marchand britannique G.T. Whittington, qui forme l'Association de la pêche commerciale et de l'agriculture des îles Falkland. Cette organisation devient un facteur clé de persuasion du gouvernement britannique afin d'établir une colonie dans les îles plutôt qu'une base militaire. Il fournit à Samuel Fisher Lafone (en), un homme d'affaires clé dans la création de la Compagnie des îles Falkland, des cartes de l'île et une connaissance du potentiel de la population de bovins sauvages des îles.

### Dernières années

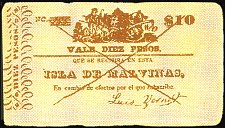
Le règlement de Vernet avec le gouvernement britannique a été réduit afin de régler les billets à ordre tels que celui-ci laissé aux îles Falkland.

Vernet est plus tard crédité de la découverte d'un traitement de préservation du cuir ; le processus permet la croissance rapide des exportations de cuir vers l'Europe et ailleurs. Il développe également une méthode pour améliorer le stockage des huiles et des spiritueux. L'argent qu'il gagne grâce à ces procédés lui permet de se rendre à Londres en 1852 pour faire valoir sa demande d'indemnisation pour ses pertes. Il réclame une somme totale de 14 295 £ pour les chevaux, le bétail domestique, les maisons en pierre et le bœuf laissés dans la colonie, qui, avec les intérêts, a été gonflée à 28 000 £. Après environ cinq ans de querelles, il reçoit 2 400 £ en règlement de sa réclamation, dont 1 850 £, le solde étant utilisé pour payer ses billets à ordre. Bien qu'il ait signé une renonciation à toute réclamation ultérieure, il tente de faire pression pour obtenir une indemnisation supplémentaire en 1858, sans succès.
Vernet retourne à Buenos Aires et signe en 1869 un contrat avec son fils aîné pour poursuivre les réclamations contre le gouvernement américain pour le raid du Lexington, contre la Grande-Bretagne pour une indemnisation insatisfaisante et contre Silas E. Burrows, propriétaire du Superior pour rupture du contrat signé par les capitaines Davison et Congar en 1831.

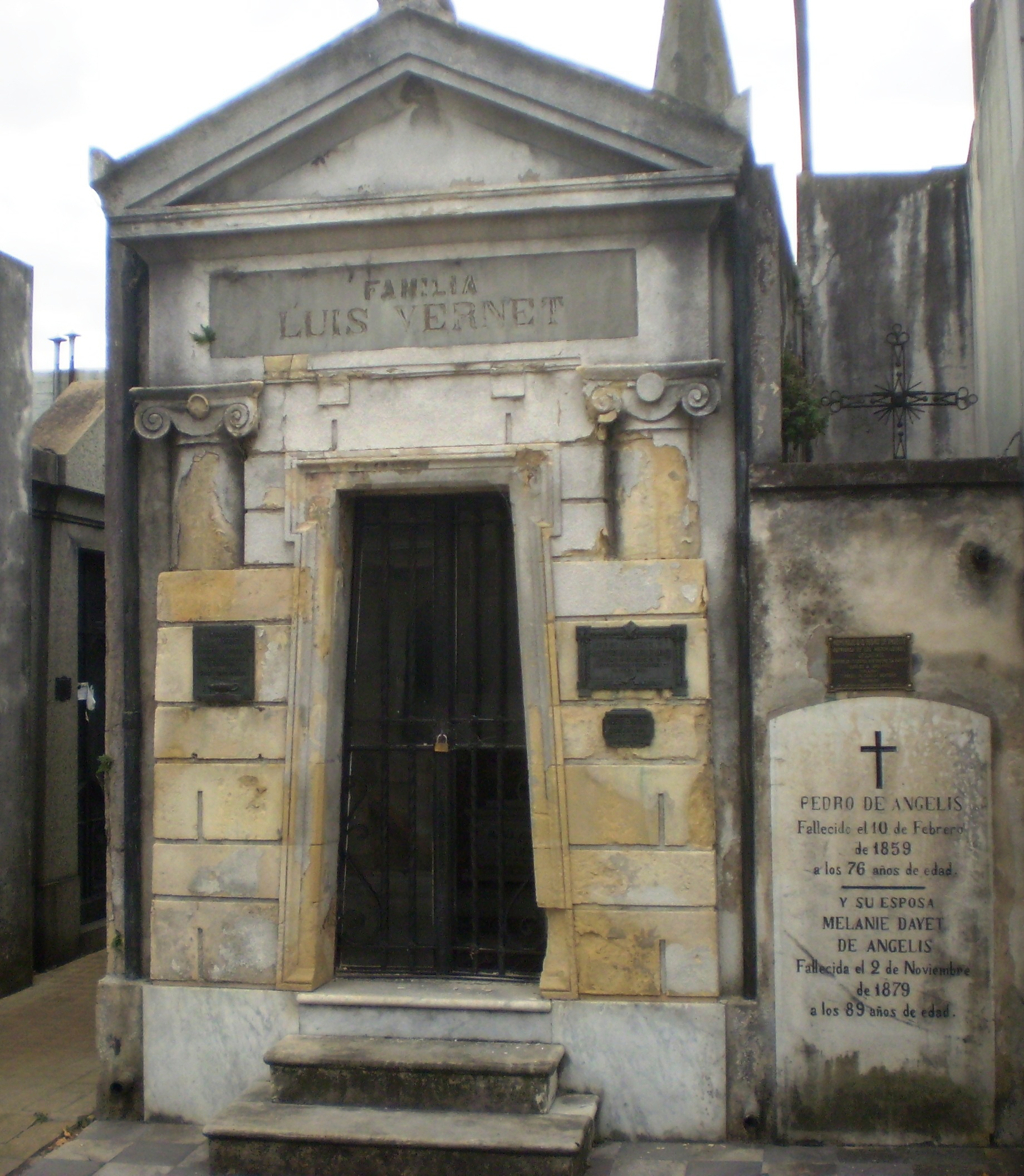
Tombe de Luis Vernet dans le Cimetière de Recoletaà Buenos Aires.

Il meurt à San Isidro en 1871 et est inhumé au cimetière de Recoleta.
La famille Vernet persiste dans ses réclamations. En 1868, alors que Vernet était encore en vie, le gouvernement argentin avait accordé à Isla de los Estados une partie de la concession originale de Vernet de 1828 à Luis Piedra Buena. Ses fils ont adressé une pétition avec succès au gouvernement argentin et ont reçu une compensation pour cette perte, mais pas pour la perte des Falkland orientales. En 1884, il reçoit le soutien du gouvernement du président Julio Argentino Roca qui rouvre à la fois la revendication du Lexington avec les États-Unis et celle des Malouines avec la Grande-Bretagne. Le gouvernement américain du président James Cleveland rejette la demande en 1885. Les protestations du gouvernement argentin concernant les Malouines ont cessé avec la signature de la Convention de règlement, mais ont été relancées dans l'affaire de la carte en 1884.

## Héritage
Luis Vernet est considéré comme un héros national en Argentine puisqu'il a été proclamé commandant militaire et civil des îles Falkland et des îles adjacentes au Cap Horn par la République de Buenos Aires en 1829 ; d'autre part, il est également perçu comme un marchand antipatriotique qui a agi dans son propre intérêt et conclut un pacte avec les Britanniques. Le gouvernement américain accuse Vernet de piraterie, tandis que les Britanniques le considèrent comme l'entrepreneur qui a lancé l'ouverture de l'économie des îles Falkland.
Vernet était un personnage complexe qui impressionnait presque tous ceux qui le rencontraient comme un homme intelligent, charmant et dynamique. Il n'a pas toujours été véridique dans ce qu'il a dit et ses mensonges ont parfois induit les historiens en erreur.
Sa tombe est classée dans les monuments historiques nationaux de Buenos Aires.